# Итендорф
Итендорф (нем. Uetendorf) — коммуна в Швейцарии, в кантоне Берн.
Входит в состав округа Тун. Население составляет 5958 человек (на 2007 год). Официальный код — 0944.